# مازراتی ۱۵۰اس
مازراتی ۱۵۰اس (Maserati ۱۵۰S) خودرویی است که در سال‌های ۱۹۵۵ تا ۱۹۵۷تولید شده‌است.
طراحی آن خودروهای موتور جلو-محور عقب بوده طول آن در حالت طبیعی ۴٬۴۰۰ میلیمتر (۱۷۰ اینچ)، عرض آن در حالت طبیعی ۱٬۸۰۴ میلیمتر (۷۱٫۰ اینچ) و  ارتفاع آن در حالت طبیعی ۱٬۱۴۰ میلیمتر (۴۵ اینچ)  است.
موتور آن ۱۴۸۴ سی‌سی  است.